# Aaiha
För andra betydelser, se Aaiha (olika betydelser).

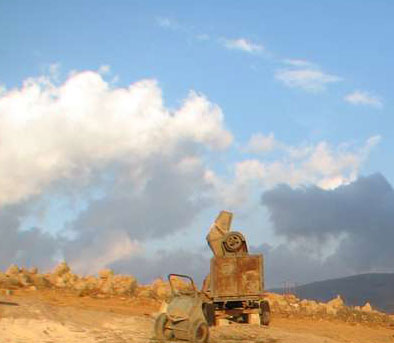
En betongblandare på en kulle i Aaiha

Aaiha eller Aaiha är huvudort i det libanesiska guvernementet Beqaa. Tempel i byn byggdes 92 e.Kr.